# Kanton Sainte-Marie-2 Sud
Kanton Sainte-Marie-2 Sud (francouzsky Canton de Sainte-Marie-2 Sud) byl francouzský kanton v departementu Martinik v regionu Martinik. Tvořila ho část obce Sainte-Marie. Zrušen byl v roce 2015.